# Griffon bruxellois
De griffon bruxellois (Brussels griffonnetje) is een klein hondenras, afkomstig uit België. De griffon bruxellois onderscheidt zich door de rode haarkleur van de zwarte griffon belge en door zijn ruwe vachtstructuur van de kortharige petit brabançon. De griffon bruxellois heeft een kleine, vierkante lichaamsbouw met een rode en harde ruwharige vacht.

## Geschiedenis
De griffon bruxellois, griffon belge en petit brabançon zijn allen ontstaan uit een klein, rood en ruwharig hondje (soms ook "smousje" genaamd) dat reeds lang in de streek van Brussel voorkwam.
Het ras griffon bruxellois werd aan het eind van de 19e eeuw – vanaf 1880 en later – verder opgebouwd door het inkruisen van de kingcharlesspaniël en het mopshondje. Het inkruisen van het mopshondje leidde tot kortharige en ook zwarte variëteiten binnen het ras griffon bruxellois en hiermee werden de drie rasvariëteiten gefixeerd. In 1900 werd de kortharige variant officieel erkend als nieuwe variëteit onder de naam petit brabançon. In 1905 werd een derde variëteit, de griffon belge, officieel erkend.
Deze kleine hondjes zijn zeer alert en werden oorspronkelijk gefokt om koetsen en stallen te vrijwaren van ongedierte.
Na de Eerste en Tweede Wereldoorlog dreigde dit Belgische ras uit te sterven. Door de import van goede honden uit het buitenland (voornamelijk Engeland) kon het ras in België na de oorlog in stand worden gehouden. Aan het eind van de 19e eeuw en begin 20e eeuw werden veel honden vanuit België uitgevoerd naar Engeland. Vrijwel alle hedendaagse griffons en petit brabançons zijn wereldwijd terug te voeren tot deze honden uit Engeland.

## Algemeen voorkomen
Een klein gezelschapshondje. Elegant in de beweging en vierkant gebouwd met goed bot. Het hoofd is het belangrijkste en meest karakteristieke lichaamsdeel. Het is tamelijk groot in verhouding tot het lichaam en heeft een bijna menselijke expressie.
De griffon bruxellois heeft een brede en ronde schedel met gewelfd voorhoofd. De neus is zeer kort en bevindt zich op dezelfde hoogte als de ogen. De punt van de neus is naar achteren gekanteld. De onderkaak van de griffon bruxellois is breed, goed opwaarts gebogen en steekt uit voor de bovenkaak. Hij is een ondervoorbijter. Hij heeft grote, ronde en donkere ogen, die echter niet mogen uitpuilen.
De griffon bruxellois was oorspronkelijk een ras waarbij de oren en de staart werden gecoupeerd. Vanaf 2006 werd dit in België en vele andere Europese landen verboden. In de Verenigde Staten en nog andere landen is het couperen van oren en staart nog toegestaan.
De oren zijn klein en hoog aangezet met voldoende tussenruimte en worden half rechtopstaand gedragen. De staart is hoog aangezet en wordt hoog en opgeheven gedragen met de punt gericht naar de rug, zonder deze te raken. De lichaamslengte is ongeveer gelijk aan de schofthoogte. Het gewicht varieert van 3,5 kg tot 6 kg.

## Vacht
De griffon bruxellois heeft een rode en harde, ruwharige vacht. Het griffonnetje heeft een garnituur (baard en snor) dat begint onder de neus-ooglijn en zich uitstrekt van oor tot oor. De wangen worden goed bedekt met dicht haar dat langer is dan op de rest van het lichaam. Het haar boven de ogen moet langer zijn dan op de rest van de schedel en vormt de wenkbrauwen.

## Karakter
Deze kleine hondjes hebben een vrolijk, evenwichtig, waakzaam, alert en fier karakter en zijn zeer gehecht aan hun baasjes.

## Bijzonderheden
De variëteiten griffon bruxellois, griffon belge en petit brabançon kunnen allemaal in één nest geboren worden.
In tegenstelling tot andere kynologische organisaties, classificeert de FCI de griffon bruxellois, griffon belge en petit brabançon als drie aparte rassen (FCI-standaard nr. 80 voor de griffon bruxellois). Andere kynologische organisaties, zoals de Britse kennelclub (KC), de Amerikaanse kennelclub (AKC), de Canadese kennelclub (CKC) en de Australische kennelclub (ANKC), registreren het als één ras met drie variëteiten.
De "Club du Griffon Bruxellois" werd opgericht op 27 januari 1889 in "La Croix du Fer" op de Grote Markt in Brussel.
Er wordt gesteld dat een vroege vorm van de griffon bruxellois afgebeeld staat op het portret van Giovanni Arnolfini en zijn vrouw van Jan van Eyck.
In de meervoudig bekroonde film As good as it gets (1997) speelt het Brusselse griffonnetje Verdell een markante rol.